# Омолон (село)
Омоло́н (на руски: Омолон) е село в Билибински район, Чукотски автономен окръг, Русия. Разположено е в югозападния край на района, на брега на едноименната река, близо до границата с Магаданска област, на около 410 km от Билибино. Към 2016 г. има население от 791 души.

## История
Името на селото идва от юкагириски и означава „добра река“. Селото е основано през 1944 г. след построяването на летище по програмата Ленд-лийз. В миналото селото е носело имената Олой, Уняган и Шчербаково, преди да придобие сегашното си име през 1960 г. До 1992 г. в селото действа совхоз за еленовъдство. След приватизацията му, стадата елени намаляват.

## Население
| 2010 | 2012 | 2014 | 2016 |
| ---- | ---- | ---- | ---- |
| 873  | 855  | 836  | 791  |

По-голямата част от населението е представена от евени и други коренни народи като чукчи.

## Климат
Климатът в Омолон е субполярен. Средната годишна температура е -11.6 °C, средната влажност на въздуха е 71%, а средното количество годишни валежи е около 254 mm. Въпреки топлите лета в селото, тук е измерена най-ниската температура в Чукотския автономен окръг – -61 °C.
| Климатични данни за Омолон            | Климатични данни за Омолон | Климатични данни за Омолон | Климатични данни за Омолон | Климатични данни за Омолон | Климатични данни за Омолон | Климатични данни за Омолон | Климатични данни за Омолон | Климатични данни за Омолон | Климатични данни за Омолон | Климатични данни за Омолон | Климатични данни за Омолон | Климатични данни за Омолон | Климатични данни за Омолон |
| Месеци                                | яну.                       | фев.                       | март                       | апр.                       | май                        | юни                        | юли                        | авг.                       | сеп.                       | окт.                       | ное.                       | дек.                       | Годишно                    |
| Абсолютни максимални температури (°C) | 0,3                        | 2,9                        | 4,0                        | 9,7                        | 25,5                       | 31,8                       | 34,0                       | 31,2                       | 25,3                       | 4,5                        | 15,0                       | 3,2                        | 34,0                       |
| Средни максимални температури (°C)    | −33,4                      | −29,4                      | −17,8                      | −5,8                       | 7,4                        | 18,3                       | 21,2                       | 16,5                       | 8,4                        | −5,7                       | −21,6                      | −31,8                      | −6,1                       |
| Средни температури (°C)               | −37,5                      | −34,7                      | −25,3                      | −13                        | 2,4                        | 12,2                       | 14,8                       | 10,4                       | 3,2                        | −10                        | −25,7                      | −35,6                      | −11,6                      |
| Средни минимални температури (°C)     | −41,5                      | −39,5                      | −32,4                      | −21,1                      | −3,2                       | 5,6                        | 8,1                        | 4,6                        | −1,5                       | −14,2                      | −29,9                      | −39,5                      | −17                        |
| Абсолютни минимални температури (°C)  | −60,9                      | −61,1                      | −57,2                      | −48,4                      | −31,3                      | −5,1                       | −3,5                       | −9,3                       | −21,8                      | −37,7                      | −54,1                      | −59,9                      | −61,1                      |
| Средни месечни валежи (mm)            | 11                         | 9                          | 9                          | 7                          | 13                         | 29                         | 45                         | 50                         | 29                         | 19                         | 19                         | 14                         | 254                        |
| ------------------------------------- | -------------------------- | -------------------------- | -------------------------- | -------------------------- | -------------------------- | -------------------------- | -------------------------- | -------------------------- | -------------------------- | -------------------------- | -------------------------- | -------------------------- | -------------------------- |
| Източник: Погода и Климат             |                            |                            |                            |                            |                            |                            |                            |                            |                            |                            |                            |                            |                            |

## Икономика
Основните отрасли в селото са еленовъдството и риболовът. В града има средно училище, хотел, читалище и църква.

## Транспорт
Въпреки че селото разполага с летище, до него не стигат никакви постоянни пътища. Продоволствени стоки и гориво се доставят от Магаданска област по време на пълноводието на река Омолон. Съществува план за построяването на автомобилен път до селото – разклонение на Колимската магистрала, свързващо Якутск с Билибино и Анадир.